# Danzig III: How the Gods Kill
Danzig III: How the Gods Kill es el tercer disco de la banda estadounidense de heavy metal Danzig. El álbum contó con la producción de Glenn Danzig y Rick Rubin, quien fue productor de sus dos anteriores placas (Danzig y Danzig II); fue lanzado en 1992 a través del sello Def American Recordings.

## Lista de canciones
Todos los temas fueron escritos por Glenn Danzig.
1. "Godless" – 6:51
2. "Anything" – 4:49
3. "Bodies" – 4:25
4. "How the Gods Kill" – 5:57
5. "Dirty Black Summer" – 5:14
6. "Left Hand Black" – 4:30
7. "Heart of the Devil" – 4:40
8. "Sistinas" – 4:25
9. "Do You Wear the Mark" – 4:47
10. "When the Dying Calls" – 3:31

## Créditos
- Glenn Danzig - voz
- Eerie Von - bajo
- John Christ - guitarra eléctrica
- Chuks Biscuits - batería

## Producción
- Producción artística: Glenn Danzig y Rick Rubin
- Grabación: en Record Plant y Hollywood Sound Recorders
- Ingeniero de grabación: Nick "The Pig" DiDia
- Mezcla: Jason Corsaro
- Asistentes: Craig Brock, David Harrelson, Jim Labinski y Randy Wine
- Masterizado: Howie Weinberg en Masterdisk

- Datos: Q1165315